# Randy Lerner

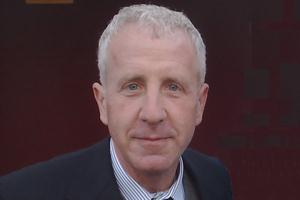
Randy Lerner

Randolph G. „Randy“ Lerner (* 21. Februar 1962 in Brooklyn, New York City) ist ein US-amerikanischer Geschäftsmann und Eigentümer von Sportvereinen. Er besaß von Oktober 2002 bis 2012 mit den Cleveland Browns einen American-Football-Klub aus der nordamerikanischen National Football League und erwarb knapp vier Jahre später in der englischen Premier League den Fußballverein Aston Villa aus Birmingham. Sein Privatvermögen wurde im Jahr 2021 auf 1,1 Milliarden US-Dollar geschätzt.

## Ausbildung und Wirtschaftsaktivitäten
Lerner erwarb 1984 an der Columbia University einen Abschluss als Bachelor of Arts/Science. Das Jahr zuvor hatte er an dem Clare College im englischen Cambridge verbracht, wo er erstmals einen nahen Kontakt zum Fußball gepflegt und Interesse an den Klubs FC Arsenal, FC Fulham und Aston Villa entwickelt hatte. Nach seinem Abschluss als Bachelor of Laws an der Columbia Law School erhielt er seine Anwaltszulassung im District of Columbia und arbeitete er zunächst als Rechtsanwalt.
Seine ersten Schritte in der Wirtschaftswelt absolvierte Lerner als Finanzanalyst des Versicherungsunternehmens Progressive Corporation. Im Jahr 1991 gründete er mit Kapital der Progressive Corporation die unabhängige Investmentgesellschaft „Securities Advisors, Inc.“ (SAI), die sich zunächst auf Arbitragegeschäfte spezialisierte und später den Fokus auf den Wertpapierhandel legte. Lerner war bis 2001 Geschäftsführer und Eigentümer der SAI. Daneben besetzte er 1993 einen Direktorenposten bei der MBNA, die sein Vater Al Lerner gegründet und aufgebaut hatte. Bis zu dessen Tod im Jahr 2002 leitete Lerner die Bankholdinggesellschaft und erwarb danach den Vorsitz.

## Investment in Sportvereine
Nachdem sich Al Lerner 1998 das Franchise der Cleveland Browns hatte sichern können, übernahm Randy Lerner nach dem Tod des Vaters im Oktober 2002 die Eigentümerschaft an dem NFL-Verein. Daneben ist er Mitglied im „Business Venture Committee“ der National Football League.
Trotz des Engagements im US-amerikanischen Sport hatte sich auch Lerners Interesse am englischen Fußball nicht verringert. Dabei hatte sich auch der große Erfolg von Aston Villa im Jahr 1982 nachhaltig in das Gedächtnis des Geschäftsmanns eingeprägt, da die Mannschaft im Jahr von Lerners England-Aufenthalt den Europapokal der Landesmeister gewonnen hatte. Das erste Anzeichen für ein konkretes Geschäftsvorhaben im englischen Fußball entstand, als am 24. Juli 2006 Spekulationen in Verbindung mit Aston Villa auftraten. Diese waren wiederum im Anschluss an eine Mitteilung der Vereinsführung der Cleveland Browns aufgekommen, in der ein Engagement Lerners im Vereinigten Königreich 
angekündigt worden war.
Am 14. August 2006 bestätigte die Führung von Aston Villa und Randy Lerner offiziell, dass eine Einigung für die Übernahme des Vereins in Höhe von 62,6 Millionen Pfund getroffen wurde. In der Stellungnahme an die Börse der London Stock Exchange wurde noch einmal bekräftigt, dass 59,69 % der Vereinsaktien (davon 39 % des ehemaligen Vorsitzenden Doug Ellis) den Besitzer in Richtung Randy Lerner gewechselt hatten. Lerner ernannte sich selbst zum neuen Vorsitzenden des Klubs und bis zum 26. September 2006 vervollständigte Lerner sein Kontingent auf 90 %, womit er den kompletten Aufkauf der Aktien in Angriff zu nehmen begann. Lerner wurde so nach Malcolm Glazer zum zweiten US-amerikanischen Besitzer eines Premier-League-Vereins.
Später verkaufte Lerner den Klub an den chinesischen Geschäftsmann Xia Jiantong.

## Wohltätige Aktivitäten
Seit dem Jahr 2002 unterstützt Lerner die National Portrait Gallery in London. Mit seiner Spende in Höhe von fünf Millionen Pfund vom 23. Januar 2008 wurde er zum größten Einzelgönner dieses Kunstmuseums.